# Erik Hallblad

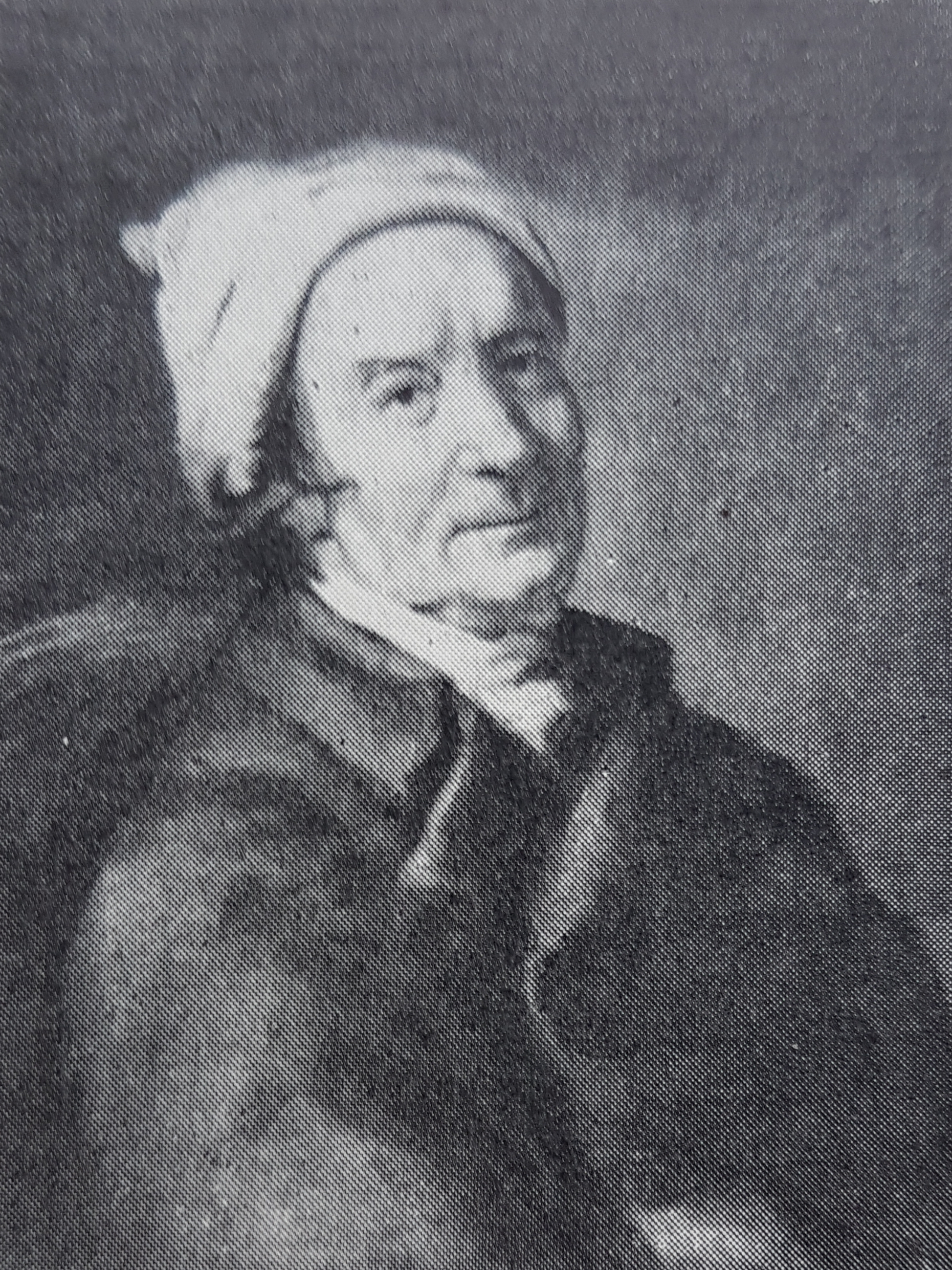

Erik Hallblad, född 11 juli 1720 i Falun, död 26 augusti 1814 i Stockholm, var en svensk målare och tavelrestaurator.
Hallblad var från början målare och som sådan elev till Olof Arenius men ägnade sig även åt restaurering av tavlor. Bland han konstverk som väckt mest uppmärksamhet är ett porträtt av kronprins Adolf Fredrik utfört 1748-1751.
Hans skicklighet som konservator är känd långt utanför Sveriges gränser, och han var bland annat en av de första, som vågade överföra en målning från ett underlag till ett annat, då han 1774 lyckades överflytta Ferettis och Francis stora plafond i Drottningens matsal på Stockholms slott från dess gipsbakgrund till duk. 
Han blev ledamot av Konstakademien 1773 och fick professors namn 1795. Han finns representerad vid Nationalmuseum och Uppsala universitetsbibliotek med en blyertsteckning av Johan Törnström samt på Länsmuseet Västernorrland, Murberget.